# Велембовская, Ирина Александровна
Ирина Александровна Велембо́вская (настоящая фамилия — Шухгальтер; 24 февраля 1922, Москва — 14 марта 1990, там же) — русская советская писательница, сценаристка.

## Биография
Ирина Александровна Шухгальтер родилась 24 февраля 1922 года в Москве (Брюсовский переулок, дом 2/1). Была шестой дочерью в семье. Научившись читать в четыре года, для прочтения самостоятельно выбирала книги из огромной домашней библиотеки — произведений Гоголя, Островского, Чехова, Пушкина, Тургенева, Толстого.
Велембовской было 16 лет, когда арестовали отца. Мать незамедлительно была уволена из библиотеки. Ирина вынуждена была бросить школу и пойти работать. В августе 1941 года, окончив курсы медсестёр, она ушла добровольцем на фронт, служила (как и героиня её повести «Мариша Огонькова») в эвакогоспитале. Вскоре по нелепому обвинению была осуждена, провела полгода в Нижне-Туринской тюрьме и зимой 1942 года отпущена на поселение. На Урале трудилась на Нижне-Туринском металлургическом заводе, в горячем листопрокатном цеху, на Исовском золото-платиновом прииске, работала на лесозаготовках (повести «Лесная история», «Дороже золота», «Несовершеннолетняя», «Ларион и Варвара» и другие).
В 1944 году, после вступления Советской армии на территорию Румынии, в СССР двинулись эшелоны с немцами, вывозимыми на принудительные работы из Баната и Трансильвании — мирными жителями, мужчинами, женщинами, подростками. Партия депортированных немцев прибыла и в Туру, в лагерные бараки. Таким образом судьба свела И. Велембовскую с героями её будущего многострадального романа «Немцы», первый вариант которого был написан ещё в 1950-е годы, но при этом из-за «непроходной» в советские времена темы был опубликован лишь в 2002 году, то есть уже спустя 12 лет после смерти автора. В 1946 году немцев отправили обратно на родину, а в 1947 году смогла вернуться домой, в Москву, и два года проработавшая вместе с ними на лесоповале в тайге Ирина.
Но дома фактически уже не было: отцовская семикомнатная квартира в Брюсовском переулке давно превратилась в коммуналку. Прописки тоже не было. Приютила старшая сестра, за городом, помогла устроиться дворником в школу. Потом были мебельная фабрика («Женщины»), детские ясли («Дела семейные»), фабрика игрушек, снова школа с должностью бухгалтера, затем библиотекаря. Экстерном окончив школу, в 1957 году Ирина Александровна поступила в Литературный институт имени А. М. Горького. Она занималась на творческом семинаре известного писателя Владимира Германовича Лидина.
В 1961 году в журнале «Знамя» появились её первые рассказы «Среди полей» и «По следам любви». Начинающему автору повезло: она сотрудничала с лучшими редакторами Москвы — С. Д. Разумовской и Д. В. Тевекелян. В 1964 году был опубликован рассказ «Женщины». Его экранизировали на телевидении, в главной роли выступила знаменитая Лидия Сухаревская, а в 1965 году режиссёр П. Любимов снял фильм «Женщины», получивший поистине всенародное признание. Успех фильма был обусловлен, прежде всего, превосходным актёрским ансамблем. В нём снялись мастера: Инна Макарова, Нина Сазонова, Надежда Федосова и молодые талантливые актёры Галина Яцкина и Виталий Соломин.
В 1964 году И. Велембовская стала членом Союза писателей СССР. Впрочем, книг у неё и тогда, и позже выходило немного, притом каждая шла «со скрипом»: «женская проза» в советские времена была не в почёте, а тяжёлая жизнь, неустроенный быт и правдивые переживания её героинь вызывали бесконечные придирки цензоров всех уровней.
Большой успех имела снятая в 1976 году на "Ленфильме" «Сладкая женщина» с Натальей Гундаревой. Следом за Гундаревой лучшей актрисой года была признана Анна Каменкова, сыгравшая главную роль в картине «Молодая жена» (Ленфильм, 1978). Многое из задуманного в кино не получилось, и всё-таки на счету было шесть полнометражных картин.
В 1970—1980-е годы книги И. Велембовской выходили за рубежом: в Германии, Польше, Венгрии, Чехословакии, Китае и США.
Скончалась 14 марта 1990 года после тяжёлой болезни. Похоронена в Москве на Головинском кладбище.

## Семья
Отец — Александр Александрович Шухгальтер, москвич, потомственный почётный гражданин, окончил юридический факультет Московского университета, принимал активное участие в революционной деятельности, в 1905 году как участник вооружённого восстания был выслан за границу. В 1906—1917 годах заведовал книжным магазином «Образование»; юридическим отделом в издательстве Сытина, руководил издательствами «Школа» и «Объединение». В 1919—1937 годах — заведующий отделом в Народном комиссариате продовольствия; один из руководителей Центральной комиссии по улучшению быта учёных (ЦЕКУБУ); зам. директора музыкального вещания Всесоюзного радиокомитета. В 1938 году был арестован по 58 статье, п. 10 УК РСФСР, осуждён на пять лет. Освобождён только в 1946 году, полностью реабилитирован в 1956 году.
Бабушка по отцовской линии — Ревекка Григорьевна Ауслендер, потомственная почётная гражданка, дочь херсонского купца 1-й гильдии, была сестрой Якова Ауслендера, мужа Анны Дмитриевны Бланк, двоюродной тётки В. И. Ленина. Внук Анны Дмитриевны Сергей Ауслендер — писатель, драматург, театральный деятель — расстрелян в 1937 году.
Мать — Анна Игнатьевна, урождённая Фиделли, дворянского происхождения (её родители: Игнатий Игнатьевич Фиделли, надворный советник, и Варвара Михайловна Фиделли, урождённая Шпартенко, выпускница Санкт-Петербургского Николаевского сиротского института). В юности увлекалась толстовством, революционной деятельностью. В 1930-е годы заведовала библиотекой имени Герцена в Москве.
Дед по материнской линии — Игнатий Игнатьевич Фиделли, потомственный почётный гражданин, надворный советник.
Дочь — Ксения Михайловна Велембовская (род. 1949), научный редактор журнала «Новая и новейшая история» РАН, писательница (романы «Пятое время года», «Дама с биографией»).
Внучка — Юлия Александровна Велембовская (род. 1974), окончила исторический факультет МГУ, преподаватель английского языка и переводчица.
Среди предков: итальянский поэт эпохи Позднего Возрождения Джованни Баттиста Фиделли Феррарский (Giovan Battista Fidelli Ferrarese, вторая половина XVI — начало XVII века); прадед, надворный советник, служащий Министерства финансов Российской империи (1824—1864) Игнатий Петрович Фиделли (итальянец); петербургский архитектор Виктор Игнатьевич Фиделли — участник строительства храма Спаса на Крови, помощник главного архитектора Парланда; московский художник Николай Игнатьевич Фиделли — писатель и издатель журналов «Зарево» (1906), «Детский мир», «Юношеская энциклопедия».

## Проза
- «За каменной стеной» // «Рассказы 1962 года»: сборник. — М., 1962.
- «Лесная история»: Повести и рассказы. — М.: Советский писатель, 1963.
- «Женщины»: Повести и рассказы. — М.: Советский писатель, 1967.
- «Женщины»: Повести и рассказы. — М.: Советский писатель, 1971.
- «Третий семестр». — М.: Советский писатель, 1973.
- «За каменной стеной» // В сборнике телевизионных пьес. — М.: Искусство, 1974.
- «Вид с балкона»: Повести и рассказы. — М.: Советский писатель, 1981.
- «Сладкая женщина»: Повести и рассказы. — М.: Советский писатель, 1988.
- «Все проходит». — М.: Слово, 1990.
- «Сладкая женщина»: Повести и рассказы. — М.: Вече, 1994.
- «Дела семейные»: Романы, повести. — М.: АСТ, 2010.
- «Немцы»: Роман. — М.: АСТ, 2010.
- «Дела семейные»: Романы, повести. — М.: Астрель, 2011.
- «Сладкая женщина». — М.: Астрель, 2012.
- «Варварин день»: Повести и рассказы. — М.: Вече, 2013.

Зарубежные издания
Германия, Австрия
- «Blick von Balkon», Berlin 1977
- «Die süße Frau», Berlin 1982
- «Die süße Frau», Frankfurt am Main 1986
- «Es geht alles vorüber…», Berlin 1990
- «Deutche», Wien 2003

Чехословакия
- «Sladká žena», Praha 1976 (чешск.)

КНР
- «Сладкая женщина», Пекин, 1986

Венгрия
- «A kiskoru». В сборнике «Tengeri szél», Budapest 1973
- «Kilátás az erkélyrol». В сборнике «Ég és föld között», Budapest 1978
- «Egy édes asszony», Budapest 1978

Польша
- «Widok z balkonu», Warsawa 1980
- «Słodka kobieta», Warsawa 1981

США
- «Through Hard Times». «Balancing Acts» (contemporary stories by Russian women), Bloomington and Indianapolis, 1989

Статьи
Симпатии и антипатии Ю. Трифонова // Новый мир. — 1980. — № 9.

## Экранизации
- 1965 — Женщины (реж. Павел Любимов)
- 1968 — Люди, как реки… (реж. Дамир Вятич-Бережных)
- 1970 — Впереди день (реж. Павел Любимов)
- 1976 — Сладкая женщина (реж. Владимир Фетин). После этого фильма выражение «сладкая женщина» стало крылатым[1]
- 1978 — Молодая жена (режиссёр Леонид Менакер)
- 1982 — Варварин день